# 路易斯·亞歷山德拉
路易斯·亞歷山德拉（英語：Lewis Alessandra；1989年2月8日—）是一位英格蘭足球運動員。在場上的位置是前鋒。他現在效力於英格蘭足球甲級聯賽球隊羅奇代爾足球俱樂部。

## 外部連結
- 足球数据库：路易斯·亞歷山德拉的球员统计数据